# Peledoej (plaats)
Peledoej (Russisch: Пеледуй) is een nederzetting met stedelijk karakter en nasleg in de oeloes Lenski van de Russische autonome republiek Jakoetië (Sacha) in Oost-Siberië. De plaats ligt op het Lena-plateau, aan de monding van de gelijknamige rivier de Peledoej in de Lena, op 930 kilometer ten westen van Jakoetsk en 199 kilometer ten zuidwesten van het oeloescentrum Lensk. De plaats telde 4.710 inwoners bij de volkstelling van 2002 tegen 5.080 bij die van 1989. Tot de nasleg behoort naast Pedeloej ook de nederzetting Krestovski Leso-oetsjastok.
Bij de plaats wordt steenzout gewonnen en bevindt zich verder enige bosbouw, een scheepsreparatiewerf en een rivierhaven.

## Geschiedenis, voorzieningen en bezienswaardigheden
De plaats ontstond in 1665 als een doortrekkersplaats op het eilandje Maly (Kazakovski) in de Lena. Gedurende meer dan 3 eeuwen vormde het een stopplaats voor vele reisgezelschappen, bannelingengroepen en expedities. In 1816 woonden er 25 mensen, hetgeen 40 jaar later was verdubbeld tot 50. In 1933 trokken poolonderzoekers Ivan Papanin en Otto Schmidt door de plaats. Papanin zag dat er veel bos groeide dat geschikt was als scheepshout en hij gaf opdracht voor de bouw van een grote scheepswerf en rivierhaven. De plaats werd gebouwd en er verrees een prestigieuze Arctische school, die later echter door de tijd werd ingehaald, maar nog wel bestaat. In 1938 kreeg het de status van arbeidersnederzetting. Op de scheepswerf werden eerst houten schepen gebouwd; vervolgens werd het een scheepsonderhoudsbasis en verrees er een scheepsonderhoudsfabriek. Later verrezen er ook andere bedrijven en werd er een troepeneenheid gestationeerd. Verder bevinden zich er een cultuurpaleis, middelbare en muziekscholen, medische instellingen en een aantal winkels.
Ten zuiden van Peledoej werd op de linkeroever door V. Svistoenov het monument "Moeder Jakoetië" gemaakt. Iets verder stroomafwaarts bevindt zich het oude poststation Peskovskaja.